# Liste des chansons interprétées par Claude Nougaro
Cet article recense, en respectant la chronologie, les chansons de Claude Nougaro qui ont fait l'objet d'une diffusion sur disque.

## chansons enregistrées
- Tous les textes, sauf indications contraires sont de Claude Nougaro ; il est toutefois précisé lorsqu'il s'agit d'une adaptation.

### Les années 1950 - 1960
| Titre                                              | Musique                                         | Paroles                        | Durée | Date | Support |
| -------------------------------------------------- | ----------------------------------------------- | ------------------------------ | ----- | ---- | --- |
| Direction Vénus                                    | Jean-Michel Arnaud                              |                                | 2:18  | 1957 | Enregistré en public au Lapin Agile, cette chanson est le plus ancien enregistrement connu du chanteur. Restée inédite jusqu'en 2010, la chanson parait sur l'opus À la recherche du son qui fait sens.                                 |
| Maman m'la dit                                     | Jimmy Walter                                    |                                | 2:30  | 1958 | Super 45 tours et 33 tours 25 cm Il y avait une ville |
| Tiens-toi bien mon cœur                            | Michel Legrand                                  |                                | 2:02  | 1958 | Super 45 tours et 33 tours 25 cm Il y avait une ville |
| Toutes les musiques                                | Jimmy Walter                                    |                                | 2:45  | 1958 | Super 45 tours et 33 tours 25 cm Il y avait une ville |
| Vachement décontracté                              | Michel Legrand                                  |                                | 2:58  | 1958 | Super 45 tours et 33 tours 25 cm Il y avait une ville |
| Il y avait une ville (1re version)                 | Jimmy Walter                                    |                                | 2:30  | 1959 | 33 tours 25 cm Il y avait une ville |
| Marguerite                                         | Jimmy Walter                                    |                                | 2:20  | 1959 | 33 tours 25 cm Il y avait une ville |
| Les anges                                          | Michel Legrand                                  |                                | 1:47  | 1959 | 33 tours 25 cm Il y avait une ville |
| Le piano de mauvaise vie                           | Gerry Mulligan                                  |                                | 2:24  | 1959 | 33 tours 25 cm Il y avait une ville |
| Serge et Nathalie                                  | Michel Legrand                                  |                                | 3:25  | 1959 | 33 tours 25 cm Il y avait une ville |
| Le cinéma                                          | Michel Legrand - Juan Tizol et Duke Ellington   |                                | 2:57  | 1962 | 33 tours 25 cm Le Cinéma |
| Les Don Juan                                       | Michel Legrand                                  |                                | 3:19  | 1962 | 33 tours 25 cm Le Cinéma |
| Une petite fille                                   | Jacques Datin                                   |                                | 2:09  | 1962 | 33 tours 25 cm Le Cinéma |
| Le Jazz et la Java (Three to Get Ready)            | Jacques Datin sur un thème de Joseph Haydn      |                                | 2:25  | 1962 | 33 tours 25 cm Le Cinéma Le compositeur Jacques Datin s'inspire pour le refrain de Three to Get Ready du compositeur de jazz américain Dave Brubeck, auquel il joint pour les couplets une composition d'après un thème de Joseph Haydn |
| Où                                                 | Michel Legrand                                  |                                | 2:40  | 1962 | 33 tours 25 cm Le Cinéma |
| La chanson                                         | Michel Legrand                                  |                                | 1:44  | 1962 | 33 tours 25 cm Le Cinéma |
| Le paradis                                         | Michel Legrand                                  |                                | 2:36  | 1962 | 33 tours 25 cm Le Cinéma |
| Le rouge et le noir                                | Michel Legrand                                  |                                | 2:14  | 1962 | 33 tours 25 cm Le Cinéma |
| Tout feu tout femme                                | Michel Legrand                                  |                                | 2:05  | 1962 | 33 tours 25 cm Le Cinéma |
| Cécile ma fille                                    | Jacques Datin                                   |                                | 3:28  | 1963 | Super 45 tours et compilation Les grands auteurs & compositeurs interprètes |
| L'église                                           | Michel Legrand                                  |                                | 3:33  | 1963 | Super 45 tours et compilation Les grands auteurs & compositeurs interprètes |
| Les mines de charbon                               | Michel Legrand                                  |                                | 2:32  | 1963 | Super 45 tours et compilation Les grands auteurs & compositeurs interprètes |
| Ma fleur                                           | Michel Legrand                                  |                                | 3:21  | 1963 | Super 45 tours et compilation Les grands auteurs & compositeurs interprètes |
| Pauvre Nougaro                                     |                                                 |                                |       | 1963 | Super 45 tours |
| À la mode                                          |                                                 |                                |       | 1963 | Super 45 tours |
| Chanson pour Marilyn                               | Jacques Datin                                   |                                | 2:35  | 1963 | Super 45 tours et compilation Les grands auteurs & compositeurs interprètes |
| Mon assassin                                       | Jacques Datin                                   |                                | 3:10  | 1964 | 33 tours 25 cm Je suis sous... |
| La marche arrière                                  |                                                 |                                |       | 1964 | 33 tours 25 cm Je suis sous... |
| Il y avait une ville (2e version)                  | Jimmy Walter                                    |                                | 3:00  | 1964 | 33 tours 25 cm Je suis sous... |
| Parlez aux femmes                                  | Hubert Giraud                                   |                                |       | 1964 | 33 tours 25 cm Je suis sous... |
| Je suis sous...                                    | Jacques Datin                                   |                                | 3:17  | 1964 | 33 tours 25 cm Je suis sous... |
| Sensuel                                            |                                                 |                                |       | 1964 | 33 tours 25 cm Je suis sous... |
| Les p'tits bruns et les grands blonds              |                                                 |                                |       | 1964 | 33 tours 25 cm Je suis sous... |
| Regarde-moi                                        |                                                 |                                |       | 1964 | 33 tours 25 cm Je suis sous... |
| À bout de souffle (Blue Rondo a la Turk)           | Dave Brubeck                                    |                                | 3:00  | 1965 | Super 45 tours et album Bidonville |
| Sing Sing Song (Work Song)                         | Nat Adderley - Oscar Brown Jr.                  | Claude Nougaro (adaptation)    | 2:56  | 1965 | Super 45 tours et album Bidonville |
| Docteur (Fever)                                    |                                                 | Claude Nougaro (adaptation)    |       | 1965 | Super 45 tours |
| Blanche Neige                                      |                                                 |                                |       | 1965 | Super 45 tours |
| Bidonville (Berimbau)                              | Vinícius de Moraes - Baden Powell               | Claude Nougaro (adaptation)    | 3:17  | 1966 | album Bidonville |
| L'amour sorcier                                    | Claude Nougaro - Maurice Vander                 |                                | 3:26  | 1966 | album Bidonville |
| Côte d'Azur                                        | Claude Nougaro - Maurice Vander                 |                                | 3:00  | 1966 | album Bidonville |
| Tu dormiras longtemps                              | Michel Legrand                                  |                                | 2:38  | 1966 | album Bidonville |
| Les mains d'une femme dans la farine (Gravy Waltz) | Steve Allen - Ray Brown                         | Claude Nougaro (adaptation)    | 1:57  | 1966 | album Bidonville |
| Chanson pour le maçon                              | Jacques Datin                                   |                                | 2:46  | 1966 | album Bidonville |
| Schplaouch !                                       | Michel Legrand                                  |                                | 2:56  | 1966 | album Bidonville |
| Gratte-moi la tête                                 | Claude Nougaro - Maurice Vander                 |                                | 2:38  | 1966 | album Bidonville |
| Armstrong (Go Down Moses)                          | Traditionnel                                    | Claude Nougaro (adaptation)    | 3:16  | 1966 | album Bidonville |
| Toutes les filles m'ont suivi                      | Michel Portal - Maurice Vander                  |                                | 2:27  | 1966 | album Bidonville |
| Demain je chanterai                                | claude Nougaro - Michel Portal                  |                                | 2:17  | 1966 | Super 45 tours et album Petit Taureau |
| La mutation                                        | Claude Nougaro - Maurice Vander                 |                                | 2:40  | 1966 | Super 45 tours et album Petit Taureau |
| La clé                                             | Claude Nougaro - Maurice Vander - Michel Portal |                                | 2:36  | 1966 | Super 45 tours et album Petit Taureau |
| Une bouteille à la mer                             | Claude Nougaro - Maurice Vander                 |                                | 2:39  | 1966 | Super 45 tours et album Petit Taureau |
| Toulouse                                           | Claude Nougaro - Christian Chevallier           |                                | 4:23  | 1967 | Super 45 tours et album Petit Taureau |
| Annie couche-toi là                                | Claude Nougaro - Maurice Vander                 |                                | 3:00  | 1967 | Super 45 tours et album Petit Taureau |
| Je crois (Imploracion negra)                       | H. Canto                                        | Claude Nougaro (adaptation)    | 2:20  | 1967 | Super 45 tours et album Petit Taureau |
| Les craquantes                                     | Claude Nougaro - Maurice Vander                 |                                | 2:18  | 1967 | album Petit Taureau |
| Berceuse à pépé                                    | Claude Nougaro - Maurice Vander                 |                                | 3:29  | 1967 | album Petit Taureau |
| Petit taureau                                      | Maurice Vander                                  |                                | 2:40  | 1967 | album Petit Taureau |
| À tes seins (« Saint Thomas »)                     | Sonny Rollins                                   | Claude Nougaro (adaptation)    | 2:02  | 1967 | album Petit Taureau |
| La maîtresse                                       | D. Sadi                                         | Claude Nougaro - Simone Chabry | 2:40  | 1968 | 45 tours et compilation Paris Mai |
| Quatre boules de cuir                              | Claude Nougaro - Maurice Vander                 |                                | 2:45  | 1968 | 45 tours et compilation Paris Mai |
| Paris mai                                          | Eddy Louiss                                     |                                | 5:59  | 1968 | 45 tours et compilation Paris Mai |
| La pluie fait des claquettes                       | Claude Nougaro - Maurice Vander                 |                                | 3:16  | 1968 | 45 tours et compilation Paris Mai |
| Homme                                              | Eddy Louiss                                     |                                |       | 1969 | 45 tours |
| Western                                            | Claude Nougaro - Maurice Vander                 |                                |       | 1969 | 45 tours |

### Les années 1970
| Titre                                                                       | Musique                                                                            | Paroles                                 | Durée | Date | Support                                                              |
| --------------------------------------------------------------------------- | ---------------------------------------------------------------------------------- | --------------------------------------- | ----- | ---- | -------------------------------------------------------------------- |
| Sœur Âme (Sister Salvation)                                                 | Slide Hampton                                                                      | Claude Nougaro (adaptation)             | 2:47  | 1971 | album Sœur Âme                                                       |
| La neige                                                                    | Maurice Vander                                                                     |                                         | 4:38  | 1971 | album Sœur Âme                                                       |
| Un grain de folie                                                           | Jean-Claude Vannier                                                                |                                         | 2:23  | 1971 | album Sœur Âme                                                       |
| C'est Eddy                                                                  | Eddy Louiss                                                                        |                                         | 2:57  | 1971 | album Sœur Âme                                                       |
| le cycle amen                                                               | Eddy Louiss                                                                        |                                         | 3:36  | 1971 | album Sœur Âme                                                       |
| C'est ça la vie                                                             | Maurice Vander                                                                     |                                         | 2:10  | 1971 | album Sœur Âme                                                       |
| Armé d'amour (1re version)                                                  | Claude Nougaro - Jean-claude Vannier (sur un thème de Robert Schumann Blumenstück) |                                         | 3:50  | 1971 | album Sœur Âme                                                       |
| Mater                                                                       | Maurice Vander                                                                     |                                         | 3:10  | 1971 | album Sœur Âme                                                       |
| Maudit                                                                      | Maurice Vander                                                                     |                                         | 1:58  | 1971 | album Sœur Âme                                                       |
| À Musset                                                                    | Maurice Vander                                                                     |                                         | 2:39  | 1971 | album Sœur Âme                                                       |
| La décharge                                                                 | Michel Legrand                                                                     | Claude Nougaro - Michel Legrand         | 2:58  | 1971 | album Sœur Âme et 45 tours BOF du film La Ville bidon                |
| Petit homme, c'est l'heur' de fair' dodo (Little Man You've Had A Busy Day) | Maurice Sigler - Al Hoffman - Mabel Wayne                                          | Paul Ganne - Louis Houzeau (adaptation) | 2:45  | 1971 | album Sœur Âme                                                       |
| Sa maison                                                                   | Michel Legrand                                                                     |                                         | 2:01  | 1971 | 45 tours BOF du film La Ville bidon                                  |
| Locomotive d'or                                                             | J. Campbel Badiane - Fodé Youla                                                    |                                         | 9:46  | 1973 | album Locomotive d'or                                                |
| Dansez sur moi (Girl Talk)                                                  | Neal Hefti                                                                         | Claude Nougaro - W. Robert Troup        | 3:22  | 1973 | album Locomotive d'or                                                |
| Rue Saint-Denis                                                             | Claude Nougaro - Maurice Vander                                                    | Claude Nougaro - Jacques Audiberti      | 4:21  | 1973 | album Locomotive d'or                                                |
| Montparis                                                                   | Claude Nougaro - Eddy Louiss                                                       |                                         | 6:51  | 1973 | album Locomotive d'or                                                |
| Pommier de paradis                                                          |                                                                                    |                                         |       | 1973 | album Locomotive d'or                                                |
| Armé d'amour (2e version)                                                   | Claude Nougaro - Jean-Claude Vannier (sur un thème de Robert Schumann Blumenstück) |                                         | 3:58  | 1973 | album Locomotive d'or                                                |
| Les petits pavés                                                            | Paul Delmet                                                                        | Maurice Vaucaire                        |       | 1974 | album Récréation                                                     |
| Sanguine joli fruit                                                         | Henri Crolla                                                                       | Jacques Prévert                         |       | 1974 | album Récréation                                                     |
| La Java du diable                                                           | Charles Trenet                                                                     | Charles Trenet                          |       | 1974 | album Récréation                                                     |
| Les enfants qui pleurent                                                    | Michel Legrand                                                                     | Eddy Marnay                             |       | 1974 | album Récréation                                                     |
| Mathilde                                                                    | Gérard Jouannest                                                                   | Jacques Brel                            |       | 1974 | album Récréation                                                     |
| Ah ! Si vous connaissiez ma poule                                           | Charles Borel-Clerc                                                                | Albert Willemetz - René Toche           |       | 1974 | album Récréation                                                     |
| Le scaphandrier                                                             | Léo Ferré                                                                          | René Baer                               | 2:18  | 1974 | album Récréation                                                     |
| Un jour tu verras                                                           | Georges van Parys                                                                  | Marcel Mouloudji                        | 3:08  | 1974 | album Récréation                                                     |
| La Javanaise                                                                | Serge Gainsbourg                                                                   | Serge Gainsbourg                        | 2:32  | 1974 | album Récréation                                                     |
| Bonhomme                                                                    | Georges Brassens                                                                   | Georges Brassens                        | 3:22  | 1974 | album Récréation                                                     |
| Pouet-pouet                                                                 | Maurice Yvain                                                                      | André Barde                             | 2:25  | 1974 | album Récréation                                                     |
| La statue de l'homme                                                        | Ricardo Vilas                                                                      |                                         |       | 1975 | 45 tours                                                             |
| Brésilien (Viramundo)                                                       | Jose Capinan - Gilberto Gil                                                        | Claude Nougaro (adaptation)             | 2:15  | 1975 | 45 tours et album Femmes et Famines                                  |
| Île de Ré                                                                   | Claude Nougaro - Gérard Pontieux                                                   |                                         | 4:50  | 1975 | album Femmes et Famines                                              |
| Ma femme                                                                    | Claude Nougaro - Maurice Vander                                                    |                                         | 2:57  | 1975 | album Femmes et Famines                                              |
| Mademoiselle je n'en crois pas mes yeux                                     | Claude Nougaro - Tania Correa Reis                                                 |                                         | 2:46  | 1975 | album Femmes et Famines                                              |
| Odette                                                                      | Claude Nougaro - Maurice Vander                                                    |                                         | 5:53  | 1975 | album Femmes et Famines                                              |
| Lettre ouverte de Julos Beaucarne                                           |                                                                                    | Julos Beaucarne                         | 2:08  | 1975 | album Femmes et Famines                                              |
| Le chant du désert                                                          | Eddy Louiss - Maurice Vander                                                       |                                         | 3:55  | 1975 | album Femmes et Famines                                              |
| Gloria                                                                      | Carlos Byas                                                                        |                                         | 4:33  | 1975 | album Femmes et Famines                                              |
| Perle brune                                                                 | Claude Nougaro - Maurice Vander                                                    | Jacques Audiberti                       | 2:21  | 1975 | album Femmes et Famines                                              |
| Yapad Papa                                                                  | Marc Hemmeler                                                                      |                                         | 2:18  | 1975 | album Femmes et Famines                                              |
| Victor                                                                      | Maurice Vander                                                                     |                                         |       | 1977 | album Olympia 1977                                                   |
| Jésus                                                                       |                                                                                    |                                         |       | 1977 | album Olympia 1977                                                   |
| Les noces de sang                                                           | Marco Vallé                                                                        |                                         |       | 1977 | album Olympia 1977                                                   |
| Plume d'ange                                                                | Jean-Claude Vannier                                                                |                                         | 15:07 | 1977 | album Plume d'ange                                                   |
| Le K du Q                                                                   | Claude Nougaro                                                                     |                                         | 4:02  | 1977 | album Plume d'ange                                                   |
| Pablo                                                                       | Maurice Vander                                                                     |                                         | 4:10  | 1977 | album Plume d'ange                                                   |
| Jalousie                                                                    | Claude Nougaro                                                                     |                                         | 6:08  | 1977 | album Plume d'ange                                                   |
| Quasimodo                                                                   | Maurice Vander                                                                     |                                         | 2:58  | 1977 | album Plume d'ange                                                   |
| Comme une Piaf (Beauty and the beast)                                       | Wayne Shorter                                                                      | Claude Nougaro (adaptation)             | 3:50  | 1977 | album Plume d'ange                                                   |
| Nobody knows                                                                | Traditionnel                                                                       | Claude Nougaro (adaptation)             | 3:21  | 1978 | album Tu verras                                                      |
| La danse                                                                    | Claude Nougaro - Maurice Vander                                                    |                                         | 4:12  | 1978 | album Tu verras                                                      |
| Autour de minuit (Around Midnight)                                          | Thelonious Monk - Bernard Hanighen - Cootie Williams                               | Claude Nougaro (adaptation)             | 3:22  | 1978 | album Tu verras                                                      |
| Quand Freddy est parti                                                      | Maurice Vander                                                                     |                                         | 4:28  | 1978 | album Tu verras                                                      |
| E pericoloso sporgersi                                                      | Eric Robrecht                                                                      |                                         | 3:34  | 1978 | album Tu verras                                                      |
| Tu verras (O que sera a flor da terra)                                      | Chico Buarque de Hollanda                                                          | Claude Nougaro (adaptation)             | 3:12  | 1978 | album Tu verras                                                      |
| Insomnie                                                                    | Jean-Claude Vannier                                                                |                                         | 4:13  | 1978 | album Tu verras                                                      |
| L'aspirateur                                                                | Jean-Claude Vannier                                                                |                                         | 5:42  | 1978 | album Tu verras                                                      |
| Mon disque d'été (For Lena And Lennie)                                      | Quincy Jones                                                                       | Claude Nougaro (adaptation)             | 4:21  | 1978 | album Tu verras                                                      |
| Générique                                                                   | Claude Nougaro - Maurice Vander                                                    |                                         | 2:02  | 1978 | instrumental, 45 tours BOF du film ''L'Ordre et la sécurité du monde |
| Hôtel minable                                                               | Claude Nougaro - Maurice Vander                                                    |                                         | 0:42  | 1978 | instrumental, 45 tours BOF du film ''L'Ordre et la sécurité du monde |
| Nous n'avons pas de passeport                                               | Claude Nougaro - Maurice Vander                                                    | Jacques Audiberti                       | 4:00  | 1978 | 45 tours BOF du film ''L'Ordre et la sécurité du monde               |
| Sourire                                                                     | Prubeck                                                                            |                                         |       | 1979 | album Nougaro 79                                                     |
| Marcia Martienne                                                            | Christian Chevallier                                                               |                                         |       | 1979 | album Nougaro 79                                                     |
| Hymne                                                                       | Gyllespie                                                                          |                                         |       | 1979 | album Nougaro 79                                                     |
| La chanson qu'on                                                            | Claude Nougaro - Maurice Vander                                                    |                                         |       | 1979 | album Nougaro 79                                                     |

### Les années 1980
| Titre                                                                   | Musique                                               | Paroles                                  | Durée | Date      | Support |
| ----------------------------------------------------------------------- | ----------------------------------------------------- | ---------------------------------------- | ----- | --------- | --- |
| Des voiliers                                                            | Richard Galliano                                      |                                          | 3:54  | 1980      | album Assez !                                                                                                |
| Clodi clodo                                                             | Marc Hemmeler                                         |                                          | 3:34  | 1980      | album Assez !                                                                                                |
| Faire une chanson qui t'aille                                           | Bernard Algarra                                       |                                          | 2:48  | 1980      | album Assez !                                                                                                |
| Jojo le projo                                                           | Jean-Claude Vannier                                   |                                          | 4:44  | 1980      | album Assez !                                                                                                |
| Le coq et la pendule                                                    | Maurice Vander                                        |                                          | 3:21  | 1980      | album Assez !                                                                                                |
| Assez !                                                                 | Maurice Vander                                        |                                          | 5:24  | 1980      | album Assez !                                                                                                |
| Chanson de pirates                                                      | Claude Nougaro, Maurice Vander                        | Victor Hugo                              | 3:13  | 1980      | album Assez !                                                                                                |
| De haut en bas                                                          | Michel Legrand                                        |                                          | 2:37  | 1980      | album Assez !                                                                                                |
| Bilboquet                                                               | Michel Legrand                                        |                                          | 2:53  | 1980      | album Assez !                                                                                                |
| Des goûts et des couleurs                                               | Henri Salvador                                        |                                          | 3:47  | 1980      | album Assez !                                                                                                |
| Nous voici                                                              | Bernard Arcadio                                       |                                          | 2:39  | 1981      | album Chansons nettes                                                                                        |
| Ça fait mal (I Got It Bad And That Ain't Good)                          | Paul Francis Webster - Duke Ellington                 | Boris Vian - Claude Nougaro (adaptation) | 5:23  | 1981      | album Chansons nettes                                                                                        |
| L'amour meurt jeune                                                     | Aldo Romano                                           |                                          | 3:07  | 1981      | album Chansons nettes                                                                                        |
| Rimes                                                                   | Aldo Romano                                           |                                          | 3:16  | 1981      | album Chansons nettes + 45 tours                                                                             |
| Vieux Vienne                                                            | Fred Freed                                            |                                          | 3:17  | 1981      | album Chansons nettes                                                                                        |
| C'est mon cœur                                                          | Fred Freed                                            |                                          | 2:40  | 1981      | album Chansons nettes                                                                                        |
| Le chat (The Cat)                                                       | Rick Ward - Lalo Schifrin                             | Claude Nougaro (adaptation)              | 2:16  | 1981      | album Chansons nettes                                                                                        |
| Visiteur                                                                | Aldo Romano                                           |                                          | 3:15  | 1981      | album Chansons nettes                                                                                        |
| Vermifuge lune                                                          | Claude Nougaro                                        |                                          | 3:18  | 1981      | album Chansons nettes                                                                                        |
| Je suis sous... (2e version)                                            | Jacques Datin                                         |                                          | 4:41  | 1981      | album Chansons nettes                                                                                        |
| Un été (Estate)                                                         | Bruno Martino                                         | Claude Nougaro (adaptation)              |       | 1981      | 45 tours |
| Mon avis                                                                | Richard Galliano                                      |                                          |       | 1981      | album Au New Morning                                                                                         |
| Prométhée                                                               | Jean-Pierre Bourdeaux                                 |                                          |       | 1981      | album Au New Morning                                                                                         |
| Rue de Douai                                                            | Aldo Romano                                           |                                          |       | 1981      | album Au New Morning                                                                                         |
| Cadencé                                                                 | Bernard Arcadio - Richard Galliano - André Ceccarelli |                                          | 4:08  | 1981 1982 | album Au New Morning 45 tours (version studio)                                                               |
| Marisa                                                                  | Jean-Pierre Mas                                       |                                          | 2:42  | 1982      | 45 tours BOF du film T'empêches tout le monde de dormir                                                      |
| La samba des prophètes                                                  | Aldo Romano                                           |                                          | 3:40  | 1982      | 45 tours BOF du film T'empêches tout le monde de dormir                                                      |
| Ami chemin (à Armand Biancheri)                                         | Anyzette Orhon                                        |                                          | 3:27  | 1983      | album Ami chemin                                                                                             |
| Muses                                                                   | Aldo Romano                                           |                                          | 3:32  | 1983      | album Ami chemin                                                                                             |
| Neigerie                                                                | Richard Galliano                                      |                                          | 3:58  | 1983      | album Ami chemin                                                                                             |
| Very Nice                                                               | Bernard Arcadio                                       |                                          | 3:44  | 1983      | album Ami chemin                                                                                             |
| Eugénie                                                                 | Aldo Romano                                           |                                          | 4:23  | 1983      | album Ami chemin                                                                                             |
| Allée des Brouillards                                                   | Richard Galliano                                      |                                          | 2:46  | 1983      | album Ami chemin                                                                                             |
| Venise                                                                  | Aldo Romano                                           |                                          | 4:30  | 1983      | album Ami chemin                                                                                             |
| Comme avant (Maria Candida)                                             | Jean-Pierre Mas                                       |                                          | 3:55  | 1983      | album Ami chemin                                                                                             |
| Papillons de nuit                                                       | Aldo Romano                                           |                                          | 2:58  | 1983      | album Ami chemin                                                                                             |
| La vie c'est beau va                                                    | Aldo Romano                                           |                                          | 3:22  | 1983      | album Ami chemin                                                                                             |
| Bleu Blanc Blues                                                        | Claude Nougaro                                        |                                          | 2:04  | 1985      | album Bleu Blanc Blues                                                                                       |
| Sa majesté le jazz                                                      | Claude Nougaro                                        |                                          | 4:00  | 1985      | album Bleu Blanc Blues                                                                                       |
| Femme orchestre                                                         | Maurice Vander                                        |                                          | 3:18  | 1985      | album Bleu Blanc Blues                                                                                       |
| Le piano de mauvaise vie (2e version) (Jeru)                            | Gerry Mulligan                                        | Claude Nougaro (adaptation)              | 2:18  | 1985      | album Bleu Blanc Blues                                                                                       |
| Go man                                                                  | Bernard Lubat                                         |                                          | 2:18  | 1985      | album Bleu Blanc Blues                                                                                       |
| Vieillesse                                                              | Bernard Lubat                                         |                                          | 3:03  | 1985      | album Bleu Blanc Blues                                                                                       |
| Réunion                                                                 | Maurice Vander                                        |                                          | 3:14  | 1985      | album Bleu Blanc Blues                                                                                       |
| Prof de lettres                                                         | Bernard Lubat - Claude Nougaro                        | Christian Laborde - Claude Nougaro       | 4:04  | 1985      | album Bleu Blanc Blues                                                                                       |
| C'est boa                                                               | Claude Nougaro - Maurice Vander                       |                                          | 2:35  | 1985      | album Bleu Blanc Blues'' C'est boa est une nouvelle version du titre La vie c'est beau va (album Ami chemin) |
| Les billes                                                              | Maurice Vander                                        |                                          |       | 1985      | album Nougaro sur scène                                                                                      |
| L'Accordéoniste                                                         | Michel Emer                                           | Michel Emer                              |       | 1985      | album Nougaro sur scène                                                                                      |
| Nougayork                                                               | Philippe Saisse                                       |                                          | 3:57  | 1987      | album Nougayork                                                                                              |
| Rythm'n flouze                                                          | Philippe Saisse                                       |                                          | 4:20  | 1987      | album Nougayork                                                                                              |
| Harlem (Fables of Faubus)                                               | Charles Mingus                                        |                                          | 3:50  | 1987      | album Nougayork                                                                                              |
| Un écureuil à Central Park : comédie musicale en 3 actes et 17 tableaux | Claude Nougaro - Philippe Saisse                      |                                          | 10:40 | 1987      | album Nougayork                                                                                              |
| Lady Liberty                                                            | Philippe Saisse                                       |                                          | 5:15  | 1987      | album Nougayork                                                                                              |
| Le petit oiseau de Marrakech                                            | Daniel Goyone                                         |                                          | 5:15  | 1987      | album Nougayork                                                                                              |
| Le gardien de phare                                                     | Claude Nougaro - Sébastian Santa Maria                |                                          | 5:00  | 1987 1995 | album Nougayork version parlée sur l'album live The Best de Scène                                            |
| Il faut tourner la page                                                 | Philippe Saisse                                       |                                          | 4:30  | 1987      | album Nougayork                                                                                              |
| Pacifique                                                               | Claude Nougaro - Claude Gaudette                      |                                          | 4:20  | 1989      | album Pacifique                                                                                              |
| Énergie                                                                 | Claude Nougaro - Claude Gaudette                      |                                          | 3:47  | 1989      | album Pacifique                                                                                              |
| Kiné                                                                    | Claude Nougaro - Claude Gaudette                      |                                          | 5:42  | 1989      | album Pacifique                                                                                              |
| Los Angeles, Eldorado                                                   | Claude Nougaro - Claude Gaudette                      |                                          | 4:21  | 1989      | album Pacifique                                                                                              |
| Quatre ou cinq jours                                                    | Claude Nougaro - Daniel Goyone                        |                                          | 3:42  | 1989      | album Pacifique                                                                                              |
| Vive l'alexandrin                                                       | Claude Nougaro - Claude Gaudette                      |                                          | 4:08  | 1989      | album Pacifique                                                                                              |
| Toulouse to win                                                         | Claude Nougaro - Michel Colombier                     |                                          | 6:44  | 1989      | album Pacifique                                                                                              |
| Le cri de Tarzan                                                        | Claude Nougaro - Michel Colombier                     |                                          | 3:49  | 1989 1989 | album Pacifique Nougaro enregistre une version parlée sur l'album live Zénith made in Nougaro                |
| Toi là-haut                                                             | Claude Gaudette                                       |                                          | 2:33  | 1989      | album Pacifique                                                                                              |
| Stances à New-York                                                      | Michel Colombier                                      |                                          | 3:26  | 1989      | album Pacifique                                                                                              |

### Les années 1990 - 2000
| Titre                                                    | Musique                                                                                                | Paroles                                 | Durée | Date | Support |
| -------------------------------------------------------- | --- | --------------------------------------- | ----- | ---- | --- |
| Tendre                                                   | Jean « Toots » Thielemans                                                                              |                                         | 4:02  | 1991 | album Une voix dix doigts |
| Les mots                                                 | Daniel Goyone                                                                                          |                                         | 3:22  | 1991 | album Une voix dix doigts |
| Vie violence                                             | Richard Galliano                                                                                       |                                         |       | 1993 | album Chansongs |
| C'est une Garonne                                        | Ray Lema                                                                                               |                                         |       | 1993 | album Chansongs |
| Ça tourne                                                | Daniel Goyone                                                                                          |                                         |       | 1993 | album Chansongs |
| Daligala                                                 | Claude Nougaro - Maurice Vander                                                                        |                                         |       | 1993 | album Chansongs |
| Les points                                               | Jean-Claude Vannier                                                                                    |                                         |       | 1993 | album Chansongs |
| Façon Chaplin                                            | Jean-Claude Vannier                                                                                    |                                         |       | 1993 | album Chansongs |
| Tchin-Chine                                              | Daniel Goyone                                                                                          |                                         |       | 1993 | album Chansongs |
| Art mineur                                               | Jean-Claude Vannier                                                                                    |                                         |       | 1993 | album Chansongs |
| L'irlandaise (à Maria Belmonte)                          | Didier Lockwood                                                                                        |                                         |       | 1993 | album Chansongs |
| Rock à Renaud                                            | Richard Galliano                                                                                       |                                         |       | 1993 | album Chansongs |
| Prisonnier des nuages                                    | Maurice Vander                                                                                         |                                         |       | 1993 | album Chansongs |
| Rap idyllique                                            | Claude Nougaro                                                                                         |                                         |       | 1993 | album Chansongs |
| À cœur perdu                                             | Claude Nougaro - Jean Mora                                                                             |                                         |       | 1993 | album Chansongs |
| L'enfant phare                                           | Eddy Louiss                                                                                            |                                         | 4:16  | 1997 | album L'Enfant phare |
| Bras dessus bras dessous                                 | Jean-Marie Ecay                                                                                        |                                         | 4:16  | 1997 | album L'Enfant phare |
| Comme l'hirondelle                                       | Claude Nougaro - Eddy Louiss                                                                           |                                         | 3:56  | 1997 | album L'Enfant phare |
| Une rivière des Corbières                                | Laurent Vernerey                                                                                       |                                         | 2:50  | 1997 | album L'Enfant phare |
| Si cigales m'étaient contées                             | Jean-Marie Ecay                                                                                        |                                         | 5:00  | 1997 | album L'Enfant phare |
| Beaucoup de vent                                         | Loïc Pontieux                                                                                          |                                         | 4:20  | 1997 | album L'Enfant phare |
| Don Quichotte et Sancho                                  | Arnaud Dunoyer                                                                                         |                                         | 3:50  | 1997 | album L'Enfant phare |
| Allez les verts                                          | Aldo Romano                                                                                            |                                         | 3:20  | 1997 | album L'Enfant phare |
| Tic-tac                                                  | Loïc Pontieux - Laurent Vernerey - Jean-Marie Ecay - Arnaud Dunoyer - Denis Benarrosh - Maurice Vander |                                         | 3:45  | 1997 | album L'Enfant phare |
| Avec les anges                                           | Marguerite Monnot                                                                                      | Alexandre Breffort                      | 4:00  | 1997 | album L'Enfant phare |
| Les pas                                                  | Claude Nougaro - Loïc Pontieux - Laurent Vernerey - Jean-Marie Ecay - Arnaud Dunoyer - Denis Benarrosh |                                         | 3:27  | 1997 | album L'Enfant phare |
| J'ai perdu le Montblanc dans la neige                    | Arnaud Dunoyer                                                                                         |                                         | 3:20  | 1997 | album L'Enfant phare |
| La planète bleue                                         | Maurice Vander                                                                                         |                                         | 2:50  | 1997 | album L'Enfant phare |
| Le rocher de Biarritz                                    | Eddy Louiss                                                                                            |                                         | 3:30  | 1997 | album L'Enfant phare |
| Jet set                                                  | Yvan Cassar                                                                                            |                                         | 3:15  | 2000 | album Embarquement immédiat |
| Anna                                                     | Claude Nougaro                                                                                         |                                         | 4:03  | 2000 | album Embarquement immédiat |
| La chienne                                               | Yvan Cassar                                                                                            |                                         | 2:59  | 2000 | album Embarquement immédiat |
| Chiffre deux, nombre d'or                                | L. Pozo Gonzales, W. Gilbert Fuller                                                                    |                                         | 4:19  | 2000 | album Embarquement immédiat |
| Les bas                                                  | Yvan Cassar                                                                                            |                                         | 3:53  | 2000 | album Embarquement immédiat |
| La vie en noir                                           | Claude Nougaro                                                                                         |                                         | 3:02  | 2000 | album Embarquement immédiat |
| L'île Hélène                                             | Yvan Cassar                                                                                            |                                         | 4:45  | 2000 | album Embarquement immédiat |
| Mademoiselle maman                                       | Yvan Cassar                                                                                            |                                         | 5:03  | 2000 | album Embarquement immédiat |
| Langue de bois                                           | Yvan Cassar                                                                                            |                                         | 3:50  | 2000 | album Embarquement immédiat |
| Déjeuner sur l'herbe                                     | Claude Nougaro                                                                                         |                                         | 4:23  | 2000 | album Embarquement immédiat |
| Bozambo                                                  | Claude Nougaro, Yvan Cassar, Éric Chevalier                                                            |                                         | 3:45  | 2000 | album Embarquement immédiat |
| Ma cheminée est un théâtre                               | Claude Nougaro                                                                                         |                                         | 3:40  | 2000 | album Embarquement immédiat |
| Comédie musicale                                         | Claude Nougaro                                                                                         |                                         | 3:37  | 2001 | album Nougaro au Théâtre des Champs-Elysées |
| Les pigeons                                              | |                                         |       | 2002 | DVD Fables de ma fontaine |
| Les ogives de Julien                                     | |                                         |       | 2002 | DVD Fables de ma fontaine |
| Le papillon et le troubadour                             | |                                         |       | 2002 | DVD Fables de ma fontaine |
| La Complainte de Big Mama (avec Catherine Lara)          | Zazie, Vincent Baguian, Jean-Marie Leau                                                                | Zazie, Vincent Baguian, Jean-Marie Leau | 2:48  | 2003 | album collectif et caritatif Sol En Cirque |
| C'est très formidable (avec l'ensemble des participants) | Zazie, Vincent Baguian, Jean-Marie Leau                                                                | Zazie, Vincent Baguian, Jean-Marie Leau | 2:58  | 2003 | album collectif et caritatif Sol En Cirque |
| Eau douce                                                | Aldo Romano                                                                                            |                                         | 3:42  | 2004 | album La Note bleue |
| Dansez sur moi (en duo avec David Linx)                  | Neal Hefti                                                                                             | Claude Nougaro (adaptation)             | 3:10  | 2004 | album La Note bleue |
| Bonheur                                                  | Jean-Pierre Mas                                                                                        |                                         | 4:17  | 2004 | album La Note bleue |
| Herbie Hancock (d'après Cantaloupe Island)               | Herbie Hancock                                                                                         |                                         | 3:39  | 2004 | album La Note bleue |
| L'espérance en l'homme                                   | Marc Berthoumieux                                                                                      |                                         | 4:15  | 2004 | album La Note bleue |
| Les chenilles                                            | Aldo Romano                                                                                            |                                         | 2:17  | 2004 | album La Note bleue |
| Autour de minuit ('Round Midnight) (avec Natalie Dessay) | Thelonious Monk, Cootie Williams                                                                       | Claude Nougaro (adaptation)             | 4:10  | 2004 | album La Note bleue |
| Fleur bleu                                               | Marc Berthoumieux                                                                                      |                                         | 3:00  | 2004 | album La Note bleue |
| Je voudrais écrire                                       | |                                         | 1:54  | 2004 | album La Note bleue Titre caché, non mentionné au verso de la pochette, mais indiqué à l'intérieur du livret. Le texte dit par Nougaro sans accompagnement musical, a été écrit par Claude Nougaro en automne 2003. |